# Palpada melanaspis
Palpada melanaspis är en tvåvingeart som först beskrevs av Christian Rudolph Wilhelm Wiedemann 1830.  Palpada melanaspis ingår i släktet Palpada och familjen blomflugor. Inga underarter finns listade i Catalogue of Life.